# Consultor de redes sociais
Consultor de redes sociais, ou analista de redes sociais, é o profissional que consiste em lidar com mídias sociais  da Internet, pensando estratégias e executando ações para divulgar produtos, ações e serviços, pesquisar o público-alvo e novas vertentes para empresas, organizações e tem forte presença no marketing político  